# Histrioacrida roseipennis
Histrioacrida roseipennis är en insektsart som beskrevs av Sjostedt 1930. Histrioacrida roseipennis ingår i släktet Histrioacrida och familjen gräshoppor. Inga underarter finns listade i Catalogue of Life.